# Blohm & Voss BV 143

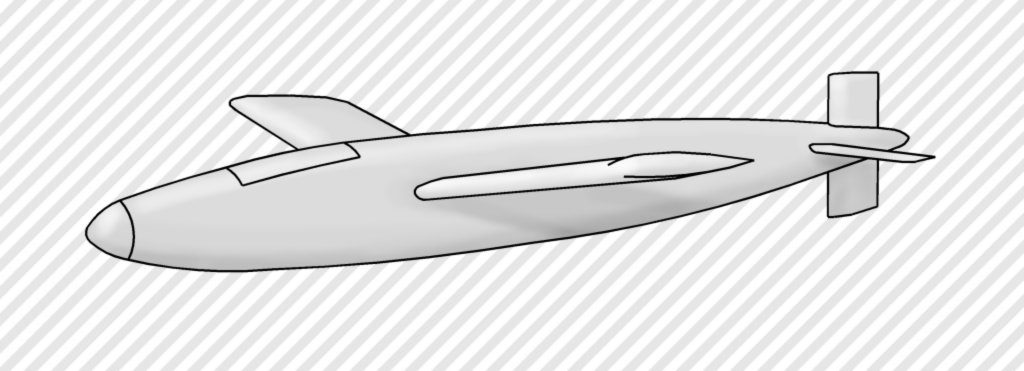
Blohm und Voss Bv 143

Blohm und Voss Bv 143 byla protilodní raketa vyvíjená v Německu během druhé světové války. Byla to vůbec první raketa s plochou dráhou letu odpalovaná ze vzduchu. Akcelerovala raketovým motorem a měla zabudovaný snímač, který měl držet raketu 2 m nad vodou. Snímač ale nefungoval podle představ a tak byl projekt zrušen.